# Frank Hancock
Francis Escott Hancock (Wiveliscombe, 7 de febrero de 1859 – 29 de octubre de 1943) fue un cervecero y rugbista británico que se desempeñó como centro. Representó internacionalmente y fue capitán de los Dragones rojos en los años 1880.
Él creó la formación con dos centros que perdura hasta el día de hoy y así modificó el deporte, haciéndolo dinámico al pasar más el balón. Desde 2011 es miembro del World Rugby Salón de la Fama, por su aporte para el desarrollo del juego.

## Biografía
Su hermano Froude Hancock también fue un destacado rugbista, que representó a Inglaterra y los Leones. Provenían de una familia clase media que era propietaria de una cervecería.
Jugó al rugby por primera vez en Somerset, llegando a ser capitán del club local y también fue un tenista notable; ganando el antiguo Torneo ALTS de West Somerset en 1881 y 1883, cuando era un deporte aficionado.
En 1884 se mudó a Cardiff, capital de Gales, para involucrarse en la cervecería de su familia y allí se unió al Cardiff RFC. Trabajó en este negocio toda su vida.
Su hijo, Ralph Hancock, destacó jugando al críquet y murió a los 26 años sirviendo en la Primera Guerra Mundial. Curiosamente, a la edad que su padre se retiró del rugby.

## Carrera

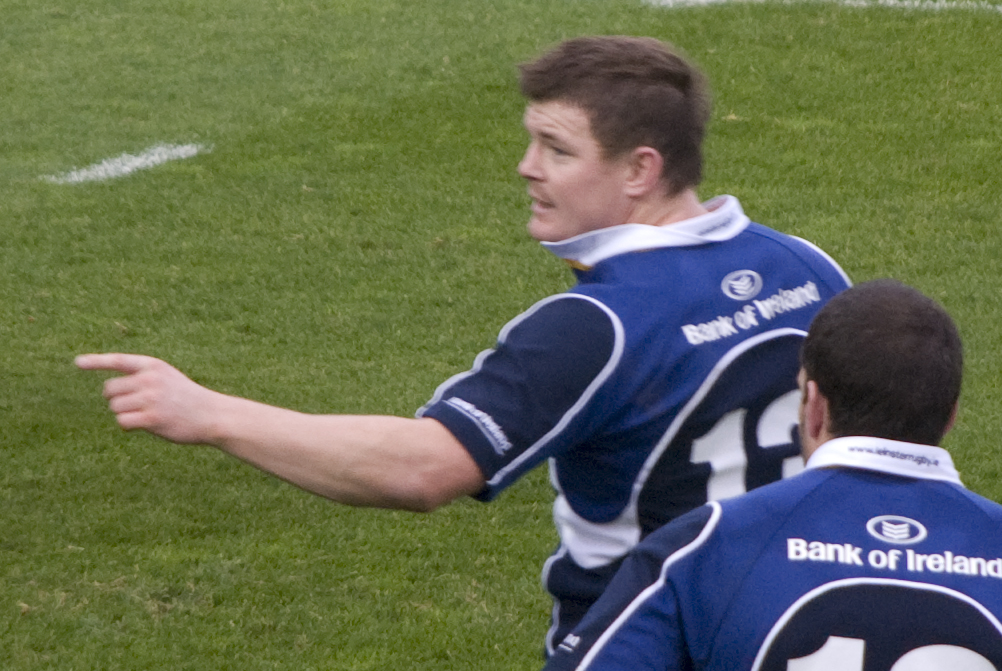
Hancock creó la alineación con dos centros.

Inició en el pequeño Wiveliscombe RFC de su ciudad natal en 1877 y desde 1884 jugó en el Cardiff RFC. En Gales demostró un gran nivel y facilidad para marcar tries, pero el equipo no quería sustituir a su centro y tampoco dejar a Hancock como suplente; entonces este último convenció a sus compañeros de agregar un segundo centro a la línea (hoy es el número 13). Fue una táctica exitosa y Cardiff RFC la usó ella durante el resto de la temporada.
En 1885 fue elegido capitán y revolucionó aún más la forma de jugar. Hizo que los forwards se concentren principalmente en ganar el balón, lo suelten a los backs y ellos lo pasaran rápidamente abriendo el campo hacia los extremos y los wings lo atraparan en carrera. Tradicionalmente los forwards sólo retenían el balón, participando en scrums y mauls prolongados, y los backs no casi pasaban; sino que pateaban y corrían. En la temporada 1885/86 Cardiff anotó 131 notables tries, pero ni un solo penal o drop y se cuenta que Hancock gritó agresivamente a un compañero que intentó un drop.
Fue decidido y dictatorial en su enfoque como capitán, pero sus tácticas fueron extremadamente exitosas, ganando todos menos un juego y viendo solo cuatro tries anotados en contra. Se retiró al final de la temporada 1885/86, con sólo 26 años de edad.

## Selección nacional
Fue seleccionado para jugar el Torneo de las Cuatro Naciones 1884 y debutó en el triunfo frente al XV del Trébol por la última fecha. Jugó dos pruebas en el inconcluso Cuatro Naciones 1885, una derrota ante Inglaterra en la fecha inaugural y un empate sin puntos contra el XV del Cardo.
Finalmente, su primer y única prueba como capitán fue ante Escocia por el Torneo de las Cuatro Naciones 1886, donde se jugó por vez primera en un partido internacional con dos centros. Él formó los centros con la superestrella Arthur Gould, pero la mala selección del equipo: frágil en defensa, hizo que desechara su sistema y cambiara a Gould a fullback; no obstante, el daño ya estaba hecho y Gales perdió.
El juicio se consideró un fracaso y el sistema de dos centros se abandonó varios años. En total, Hancock jugó cuatro pruebas y no marcó puntos. Actualmente su sistema se usa, desde fines del siglo XIX, en todo el mundo.